# Pain
Pain és un grup suec de metal industrial i música industrial format al voltant del productor de heavy metal Peter Tägtgren, més conegut per ser el vocalista del grup de black metal Hipocrisy. Més que com un grup és considerat com un projecte musical que serveix a la creativitat de Tägtgren, qui volia fusionar el metal amb la música electrònica dels anys vuitanta.

## Història
Pain va néixer l'any 1997 com un projecte musical en què Peter Tägtgren tocava tots els instruments, tot i que utilitza membres de suport per a algunes gravacions i, òbviament, membres de gira per als concerts en viu. Va llançar el seu primer CD homònim el mateix any, i des de llavors ha tornat a llançar-ne altres a un ritme molt major que altres grups. Destaca l'any 2009, amb dos discs, Pain Has a Face i Prelude To Pain. Ha passat per discogràfiques tant conegudes com Roadrunner o Nuclear Blast, i per altres que no ho són tant, però que, així i tot, han publicat nombrosos àlbums per a promocionar el metal com Metal Mind o Stockholm Records.
La fama (moderada) els va arribar amb el llançament de l'àlbum Nothing Remains the Same, i en especial gràcies al single Shut Your Mouth, que eventualment s'ha convertit en l'himne de la formació.
Pain està de gira amb la formació de power metal simfònic Nightwish, a la que dona suport.

## Estil
Pain sempre s'ha caracteritzat per un so molt electrònic, fins i tot més que els altres grups de metal industrial. No obstant això, als seus primers discs (Pain, Wonderful Beef, Jabberjaw) es notava més la influència del death metal que no pas als últims, on l'element electrònic és el predominant, com es pot veure a Pain has a Face o Prelude to Pain. Aquest canvi d'estil es va donar a partir del disc que més fama els ha donat, Nothing Remains the Same.
Cal dir que en el seu últim disc, Pain has a Face, la veu predominant és el rapeig, alternada en molt poques ocasions amb la veu melòdica, fet que ha portat a considerar el grup dins de gèneres del metal que utilitzen aquesta classe de veu, com el rap metal o el nu metal. També cal destacar la quantitat de rapers que col·laboren amb Pain en aquest disc, com Smokehouse Junkiez o Mr. JB.

## Discografia

### Àlbums d'estudi
| Títol                                              | Detalls                                                                            | Màxima posició en llistes d'èxits | Màxima posició en llistes d'èxits | Màxima posició en llistes d'èxits | Màxima posició en llistes d'èxits | Màxima posició en llistes d'èxits | Màxima posició en llistes d'èxits | Certificacions |
| Títol                                              | Detalls                                                                            | SWE                               | FIN                               | FRA                               | AUT                               | SWI                               | GER                               | Certificacions |
| -------------------------------------------------- | ---------------------------------------------------------------------------------- | --------------------------------- | --------------------------------- | --------------------------------- | --------------------------------- | --------------------------------- | --------------------------------- | -------------- |
| Pain                                               | - Publicat: February 11, 1997 - Discogràfica: Nuclear Blast - Formats: CD, CS      | —                                 | —                                 | —                                 | —                                 | —                                 | —                                 |                |
| Rebirth                                            | - Publicat: 1999 - Discogràfica: Stockholm Records - Formats: CD, CS               | 21                                | —                                 | —                                 | —                                 | —                                 | —                                 |                |
| Nothing Remains the Same                           | - Publicat: July 15, 2002 - Discogràfica: Stockholm Records - Formats: CD, CS      | 6                                 | —                                 | —                                 | 75                                | —                                 | —                                 | - SWE: Gold    |
| Dancing with the Dead                              | - Publicat: March 21, 2005 - Discogràfica: Stockholm Records - Formats: CD, CD+DVD | 3                                 | 16                                | —                                 | —                                 | —                                 | —                                 |                |
| Psalms of Extinction                               | - Publicat: April 23, 2007 - Discogràfica: Roadrunner Records - Formats: CD        | 21                                | 21                                | 165                               | —                                 | —                                 | 93                                |                |
| Cynic Paradise                                     | - Publicat: October 31, 2008 - Discogràfica: Nuclear Blast - Formats: CD, LP, DL   | 30                                | 28                                | 165                               | —                                 | —                                 | 78                                |                |
| You Only Live Twice                                | - Publicat: June 3, 2011 - Discogràfica: Nuclear Blast - Formats: CD, LP, DL       | 36                                | 26                                | —                                 | 75                                | 64                                | 40                                |                |
| Coming Home                                        | - Publicat: September 9, 2016 - Discogràfica: Nuclear Blast - Formats: CD, LP, DL  | 40                                | 14                                | 117                               | 29                                | 23                                | 25                                |                |
| "—" significa que no va ser publicat al territori. |                                                                                    |                                   |                                   |                                   |                                   |                                   |                                   |                |

### Senzills
| Any  | Títol                                 | Àlbum                    |
| ---- | ------------------------------------- | ------------------------ |
| 1999 | "End of the Line"                     | Rebirth                  |
| 1999 | "On and On"                           |                          |
| 2000 | "Suicide Machine"                     |                          |
| 2001 | "Shut Your Mouth"                     | Nothing Remains the Same |
| 2002 | "Eleanor Rigby"                       |                          |
| 2002 | "Just Hate Me"                        |                          |
| 2002 | "Eleanor Rigby 2"                     |                          |
| 2004 | "Same Old Song"                       | Dancing with the Dead    |
| 2005 | "Bye/Die"                             |                          |
| 2005 | "Nothing"                             |                          |
| 2008 | "I'm Going In"                        | Cynic Paradise           |
| 2009 | "Follow Me" (amb Anette Olzon)        |                          |
| 2011 | "Dirty Woman"[20]                     | You Only Live Twice      |
| 2011 | "My Angel" (featuring Cécile Siméone) |                          |
| 2016 | "Black Knight Satellite"              | Coming Home              |